# Eleição municipal de Fortaleza em 2012
A eleição municipal de 2012 em Fortaleza, assim como nas demais cidades brasileiras, ocorreu, em primeiro turno, em 7 de outubro de 2012, com o objetivo de eleger prefeito e vice-prefeito da cidade e membros da Câmara de Vereadores.
A prefeita era Luizianne Lins, do PT, que terminaria seu mandato em 31 de dezembro de 2012 e não poderia concorrer à reeleição. Dez candidatos concorreram à prefeitura de Fortaleza. Como nenhum dos candidatos conseguiu a maioria absoluta dos votos, um segundo turno foi realizado em 28 de outubro. Elmano de Freitas, do PT, e Roberto Cláudio, do PSB, disputaram o segundo turno, sendo Roberto o vitorioso naquele pleito.

## Candidatos
Em 5 de março de 2012, o Partido Democrático Trabalhista (PDT) confirmou o deputado estadual Heitor Férrer como candidato a prefeitura de Fortaleza. Antes da escolha de Férrer, os deputados estaduais Ferreira Aragão e Patrícia Saboya, e o vereador Iraguassu Teixeira eram pré-candidatos pelo partido. O empresário Alexandre Pereira (PPS) foi confirmado como vice na chapa de Férrer.
Em 3 de junho de 2012, o Partido dos Trabalhadores (PT) confirmou o então secretário municipal da Educação Elmano de Freitas como pré-candidato à prefeitura de Fortaleza. Antes os nomes citados era o deputado federal Artur Bruno e o então Secretário das Cidades Camilo Santana. A confirmação foi feita para a imprensa em um encontro que contou com a presença do presidente nacional do PT, Rui Falcão, da então prefeita Luizianne Lins (PT) e do deputado federal José Guimarães (PT). O médico e antropólogo Antônio Cavalcante (PR) foi escolhido para compor a chapa com  Elmano. Antes, haviam convidado o líder da greve dos polícias militares no Ceará, Capitão Wagner (PR), e o ex-governador do Ceará Lúcio Alcântara (PR) para ser vice de Elmano.
Em 11 de junho de 2012, o então governador Cid Gomes (então PSB), que defendeu o nome de Camilo Santana para ser o candidato pelo PT, anunciou que não iria apoiar o nome que foi escolhido pelo partido, Elmano de Freitas. O Partido Socialista Brasileiro (PSB) decidiu marcar convenção para 23 de junho de 2012 para anunciar um nome do próprio partido para concorrer ao cargo majoritário em Fortaleza. O médico e então deputado estadual Roberto Cláudio foi confirmado como candidato em 23 de junho de 2012, com parceiro de chapa o empresário Gaudêncio Lucena (PMDB). Anteriormente, os nomes citados para serem candidatos pelo PSB foram o secretário especial da copa no Ceará Ferruccio Feitosa, e o professor e sociólogo Salmito Filho.
Em 23 de junho, o Partido Socialismo e Liberdade (PSOL) também confirmou seu candidato, o advogado Renato Roseno, compondo a chapa com Soraya Tupinambá.
Em 30 de junho de 2012, o Partido da Social Democracia Brasileira (PSDB) confirmou a candidatura do ex-presidente da Assembleia Legislativa do Ceará, Marcos Cals, com o deputado estadual Fernando Hugo sendo o vice na chapa tucana.
Em 1 de julho de 2012, o partido Democratas (DEM) confirmou a candidatura do ex-deputado federal Moroni Torgan, compondo a chapa com o médico Lineu Jucá.
| Prefeito(a)       | Prefeito(a) | Prefeito(a) | Vice-prefeito(a)  | Vice-prefeito(a) | Vice-prefeito(a) | Coligação | Nº |
| Candidato(a)      | Partido     | Partido     | Candidato(a)      | Partido          | Partido          | Coligação | Nº |
| ----------------- | ----------- | ----------- | ----------------- | ---------------- | ---------------- | --- | -- |
| André Ramos       |             | PPL         | Lucélio Moura     |                  | PPL              | Sem coligação                                                                                                  | 54 |
| Elmano de Freitas |             | PT          | Antônio Mourão    |                  | PR               | "Pra Cuidar das Pessoas" (PT / PR / PTN / PSC / PV)                                                            | 13 |
| Francisco Gonzaga |             | PSTU        | Nivânia Amâncio   |                  | PSTU             | Sem coligação                                                                                                  | 16 |
| Heitor Férrer     |             | PDT         | Alexandre Pereira |                  | PPS              | "Fortaleza Merece Mais" (PDT / PPS)                                                                            | 12 |
| Inácio Arruda     |             | PCdoB       | Chico Lopes       |                  | PCdoB            | Sem coligação                                                                                                  | 65 |
| Marcos Cals       |             | PSDB        | Fernando Hugo     |                  | PSDB             | Sem coligação                                                                                                  | 45 |
| Moroni Torgan     |             | DEM         | Lineu Jucá        |                  | DEM              | Sem coligação                                                                                                  | 25 |
| Roberto Cláudio   |             | PSB         | Gaudêncio Lucena  |                  | PMDB             | "Para Renovar Fortaleza" (PSB / PMDB / PRB / PP / PTB / PSL / PSDC / PHS / PMN / PTC / PRP / PEN / PSD / PTdoB | 40 |
| Renato Roseno     |             | PSOL        | Soraya Tupinamba  |                  | PSOL             | "A Fortaleza que nos Move" (PSOL / PCB)                                                                        | 50 |
| Valdeci Cunha     |             | PRTB        | Ciêr Marques      |                  | PRTB             | Sem coligação                                                                                                  | 28 |

## Turnos

### Primeiro Turno
No primeiro turno das eleições de Fortaleza, o candidato Elmano de Freitas (PT) conseguiu vencer na maioria dos bairros da capital, contando 51 bairros. Heitor Férrer (PDT), terceiro colocado na disputa, teve o segundo melhor desempenho neste aspecto, vencendo em 27 bairros. Roberto Cláudio (PSB) obteve a segunda maior votação, mas por bairro ele venceu em 19. Os demais candidatos não venceu em nenhum bairro.
O candidato Valdeci Cunha não teve nenhum voto computado. O registro de candidatura dele está pendente pelo fato de ele, na eleição de 2010 ter sido candidato a um mandato legislativo e não prestou contas, como deveria ter feito, no prazo da lei, dos gastos da campanha.
| Partido | Partido | Candidato         | Votos     | Votos (%) |
| ------- | ------- | ----------------- | --------- | --------- |
|         | PT      | Elmano de Freitas | 318 262   | 25,44%    |
|         | PSB     | Roberto Cláudio   | 291 740   | 23,32%    |
|         | PDT     | Heitor Férrer     | 262 365   | 20,97%    |
|         | DEM     | Moroni Torgan     | 172 002   | 13,75%    |
|         | PSOL    | Renato Roseno     | 148 128   | 11,84%    |
|         | PSDB    | Marcos Cals       | 30 457    | 2,43%     |
|         | PCdoB   | Inácio Arruda     | 22 808    | 1,82%     |
|         | PSTU    | Francisco Gonzaga | 3 308     | 0,26%     |
|         | PPL     | André Ramos       | 1 874     | 0,15%     |
|         | PRTB    | Valdeci Cunha     | 0         | 0%        |
| Totais  | Totais  | Totais            | 1 250 944 |           |

### Segundo Turno
| Partido | Partido | Candidato         | Votos     | Votos (%) |
| ------- | ------- | ----------------- | --------- | --------- |
|         | PSB     | Roberto Cláudio   | 650 607   | 53,02%    |
|         | PT      | Elmano de Freitas | 576 435   | 46,98%    |
| Totais  | Totais  | Totais            | 1 227 042 |           |

### Vereadores eleitos
| Candidato(a)               | Partido | Votação     | Votação |
| Candidato(a)               | Partido | Porcentagem | Total   |
| -------------------------- | ------- | ----------- | ------- |
| Capitão Wagner             | PR      | 3,49%       | 43.655  |
| Vitor Valim                | PMDB    | 2,40%       | 29.952  |
| João Alfredo               | PSOL    | 1,62%       | 20.222  |
| Leonelzinho                | PTdoB   | 1,16%       | 14.486  |
| Adail Júnior               | PV      | 1,10%       | 13.695  |
| Antônio Henrique           | PTN     | 1,07%       | 13.328  |
| Walter Cavalcante          | PMDB    | 0,97%       | 12.061  |
| Gelson Ferraz              | PRB     | 0,96%       | 12.030  |
| Carlos Mesquita            | PMDB    | 0,93%       | 11.570  |
| Wellington Saboia          | PSC     | 0,91%       | 11.410  |
| John Monteiro              | PTdoB   | 0,86%       | 10.782  |
| Acrísio Sena               | PT      | 0,86%       | 10.769  |
| Dra. Magaly                | PMDB    | 0,83%       | 10.407  |
| Dr. Elpídio                | PSB     | 0,81%       | 10.110  |
| José do Carmo              | PSL     | 0,77%       | 9.618   |
| Carlos Dutra               | PSDB    | 0,75%       | 9.359   |
| Joaquim Rocha              | PV      | 0,75%       | 9.346   |
| Salmito                    | PSB     | 0,75%       | 9.328   |
| Guilherme                  | PT      | 0,71%       | 8.927   |
| Fábio Braga                | PTN     | 0.70%       | 8.800   |
| Casimiro Neto              | PP      | 0,69%       | 8.662   |
| Mairton Félix              | DEM     | 0,68%       | 8.532   |
| Leda Moreira               | PSL     | 0,66%       | 8.279   |
| Ronivaldo Maia             | PT      | 0,65%       | 8.096   |
| Adelmo Martins             | PR      | 0,61%       | 7.565   |
| Cláudia Gomes              | PTC     | 0,60%       | 7.464   |
| Deodato Ramalho            | PT      | 0,56%       | 6.964   |
| Didi Mangueira             | PDT     | 0,56%       | 6.944   |
| Eulógio Neto               | PSC     | 0,55%       | 6.832   |
| Zier Férrer                | PMN     | 0,55%       | 6.808   |
| Alípio Rodrigues           | PTN     | 0,53%       | 6.638   |
| Iraguassú Teixeira         | PDT     | 0,52%       | 6.436   |
| Germana Soares             | PHS     | 0,50%       | 6.305   |
| A Onde É                   | PTC     | 0,48%       | 6.042   |
| Benigno Júnior             | PSC     | 0,45%       | 5.660   |
| Tamara Holanda             | PSDC    | 0,45%       | 5.562   |
| Professor Evaldo Lima      | PCdoB   | 0.42%       | 5.215   |
| Toinha Rocha               | PSOL    | 0.41%       | 5.134   |
| Bá                         | PTC     | 0.40%       | 5.011   |
| Marcos Aurélio             | PSC     | 0.40%       | 4.951   |
| Vaidon                     | PSDC    | 0.35%       | 4.423   |
| Paulo Diógenes Raimundinha | PSD     | 0.31%       | 3.858   |
| Márcio Cruz                | PR      | 0.26%       | 3.193   |